# João Marcelino de Mesquita Pimentel
João Marcelino de Mesquita Pimentel (Angra, 3 de agosto de 1830 — Lisboa, 28 de dezembro de 1902) foi um industrial, intelectual e escritor açoriano. Foi pai do escritor Alfredo de Mesquita (1871—1933).

## Biografia
Foi um rico proprietário e industrial. Herdou o solar da Rua de Jesus, dito solar dos Carvalhais, que seu avô havia comprado, um dos mais notáveis edifícios barrocos de Angra. Dedicou-se ao ensino, fundado em parte da sua casa o Colégio de São João, para o qual escreveu umas noções elementares de desenho (1857) e fundou o jornal literário Gabinete de Estudos (1876).
Homem empreendedor, dedicou-se a múltiplos negócios. Como industrial, fundou uma fábrica de sabões, cujos produtos foram premiados na Exposição Açoriana de 1851, e mais tarde na Exposição Mundial de Viena de 1873 (a Weltausstellung 1873 Wien), e uma litografia, mas foi sobretudo como industrial de tabaco que se notabilizou. Aproveitou o fim do monopólio do contrato de tabaco para iniciar o cultivo daquela planta na Terceira e para fundar uma fábrica, a Nicotina Angrense, com alvará de 19 de novembro de 1860, que instalou nos baixos da sua casa da rua de Jesus. Em 1866 anunciava nos jornais que já manipulava e vendia tabacos nacionais e estrangeiros.
Nos finais anos de 1870, com a morte de uma filha (1877) e possivelmente com dificuldades nos negócios, abandonou a ilha Terceira com destino a Lisboa, vendendo as fábricas e o recheio da casa. Contudo, esteve pouco tempo naquela cidade, já que partiu para a África Oriental Portuguesa, decidindo fixar-se em Lourenço Marques, onde a partir de 1882 foi guarda-livros do Banco Nacional Ultramarino. Em 1889 fixou-se na ilha de Moçambique, onde foi gerente da agência daquele banco. Durante a sua permanência em Lourenço Marques ficou ligado, através da sua amizade e colaboração com o director das Obras Públicas de Moçambique, major Joaquim José Machado, à modernização daquela cidade, como atesta uma notícia publicada no Boletim Oficial de Moçambique.
Regressado a Lisboa acabou por vender na Terceira o Solar da Rua de Jesus, pouco tempo antes de morrer. Foi pai do escritor Alfredo de Mesquita (1871-1933).

## Obras editadas
Alguns dos seus trabalhos poéticos foram publicados em jornais dos Açores. Deixou publicadas algumas monografia e artigos diversos:
- Noções elementares de desenho, compilados por (...) para uso dos seus discípulos. Angra, Typ. de M. J. P. Leal, 1857.
- Guia do cultivador de tabaco nos Açores. Angra, Typ. de M. J. P. Leal, 1865.
- «Notícia de vários ensaios agrícolas n'esta localidade por (...) durante os anos de 1883 a 1886» in Boletim Oficial de Moçambique, Lourenço Marques, 14 de Abril de 1887: 164-166.
- Manuscritos para as escolas.

## Relações familiares
Casou com a poetisa D. Maria Guilhermina de Bettencourt, de quem teve um filha e um filho.
1. Maria Madalena de Mesquita Pimentel, casada com João Pereira Barros, falecida em 1877.
2. Alfredo de Mesquita Pimentel (1871-1931), diplomata e escritor.